# Hyllisia albocincta
Hyllisia albocincta är en skalbaggsart som först beskrevs av Maurice Pic 1924.  Hyllisia albocincta ingår i släktet Hyllisia och familjen långhorningar. Inga underarter finns listade i Catalogue of Life.